# Boxing Day (2012)
Boxing Day is een Britse dramafilm uit 2012, geschreven en geregisseerd door Bernard Rose. De film is grofweg gebaseerd op het korte verhaal Heer en knecht uit 1895 van Lev Tolstoj.

## Verhaal
Een arrogante vastgoedontwikkelaar genaamd Basil en zijn onbetrouwbare ingehuurde chauffeur Nick vechten tegen de elementen tijdens een sneeuwstorm op Boxing Day (tweede kerstdag) in Denver, Colorado.

## Rolverdeling
| Acteur         | Personage   |
| -------------- | ----------- |
| Danny Huston   | Basil       |
| Matthew Jacobs | Nick        |
| Edie Dakota    | Serveerster |
| Lisa Enos      | Marianne    |
| Jo Farkas      | Kerk dame   |

## Release
De film ging in première op 2 september 2012 op het Filmfestival van Venetië.

## Ontvangst
Op Rotten Tomatoes heeft Boxing Day een waarde van 85% en een gemiddelde score van 6,30/10, gebaseerd op 20 recensies.

## Prijzen en nominaties
| Jaar | Prijs                    | Categorie              | Genomineerde(n) | Uitslag     |
| ---- | ------------------------ | ---------------------- | --------------- | ----------- |
| 2012 | Filmfestival van Venetië | Beste film (Orizzonti) | Bernard Rose    | Genomineerd |